# Munckska kåren

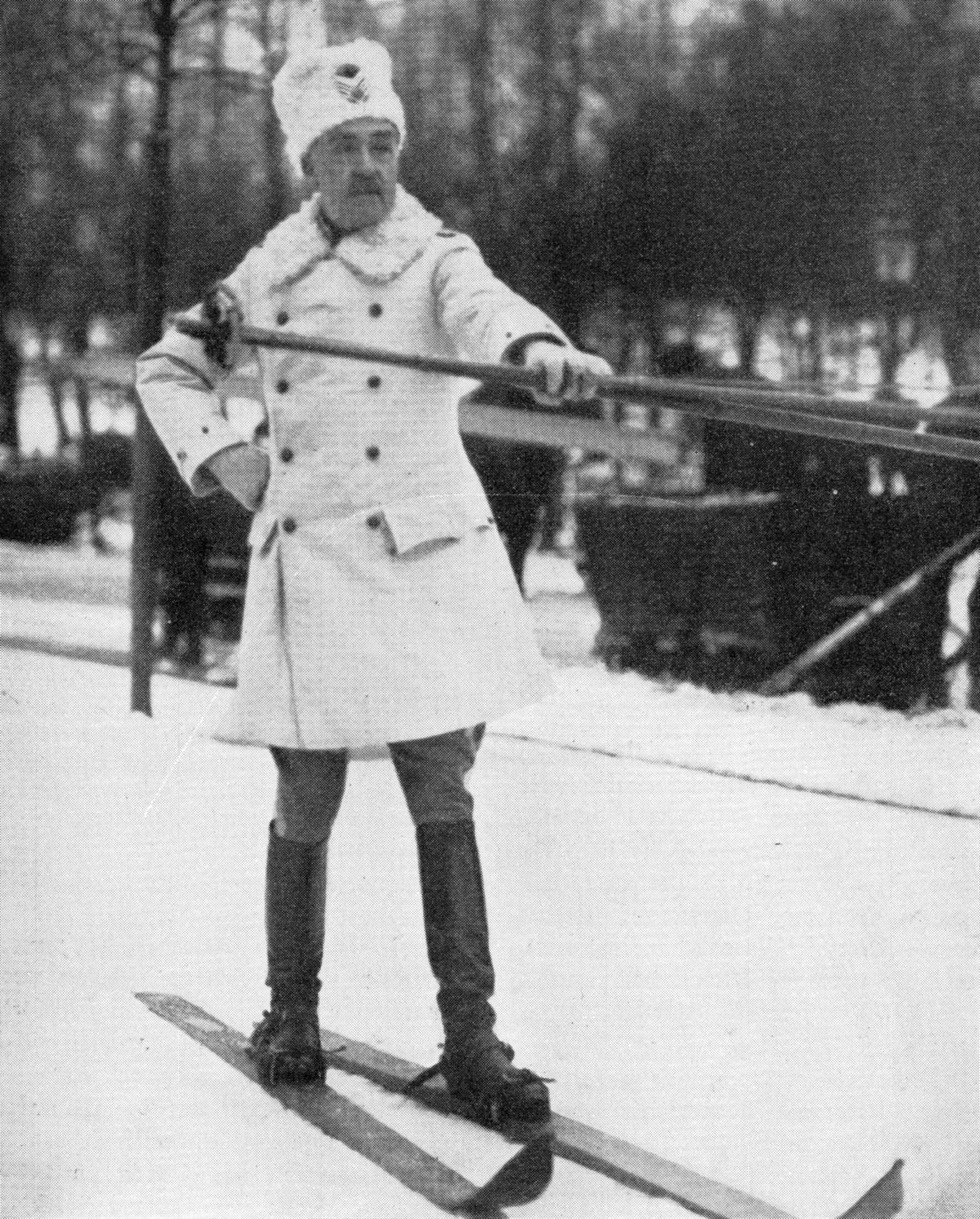
Bror Munck 1931

Munckska kåren, även Stockholms luftförsvars frivilliga beredskapsförening, var en svensk frikår som bildades av generallöjtnant Bror Munck år 1927. Syftet var att värna Sverige mot ett potentiellt kommunistiskt maktövertagande, något många medlemmar i kåren var mycket oroliga för.

## Bakgrund
1920-talet var ett mycket turbulent decennium i Europa. Även Sverige påverkades av det oroliga internationella ekonomiska och politiska klimatet, något som bland annat visade sig i hur tätt regeringarna avlöste varandra:
- 1917-1920: Regeringen Edén
- 1920: Regeringen Branting I
- 1920-1921: Regeringen De Geer d.y.
- 1921-1921: Regeringen von Sydow
- 1921-1923: Regeringen Branting II
- 1923-1924: Regeringen Trygger
- 1924-1925: Regeringen Branting III
- 1925-1926: Regeringen Sandler
- 1926-1928: Regeringen Ekman I
- 1928-1930: Regeringen Lindman II
- 1930-1932: Regeringen Ekman II

År 1917 inträffade den ryska revolutionen, något som fick stor påverkan på det politiskt instabila och krigshärjade Europa. Under 1920-talet verkade de ryska revolutionärerna aktivt för att sprida kommunismen i Europa. Detta medförde en så stor oro att man ibland talade om rena "bolsjevikskräcken". Vikande konjunktur och en sänkning av levnadsstandarden bidrog till instabiliteten och framväxten av nya politiska strömningar. Vidare genomfördes försvarsbeslutet 1925 i Sverige vilket ledde till en omfattande neddragning av den militära kapaciteten, något som bland försvarsvänner vållade mycken oro.

## Bildande och verksamhet

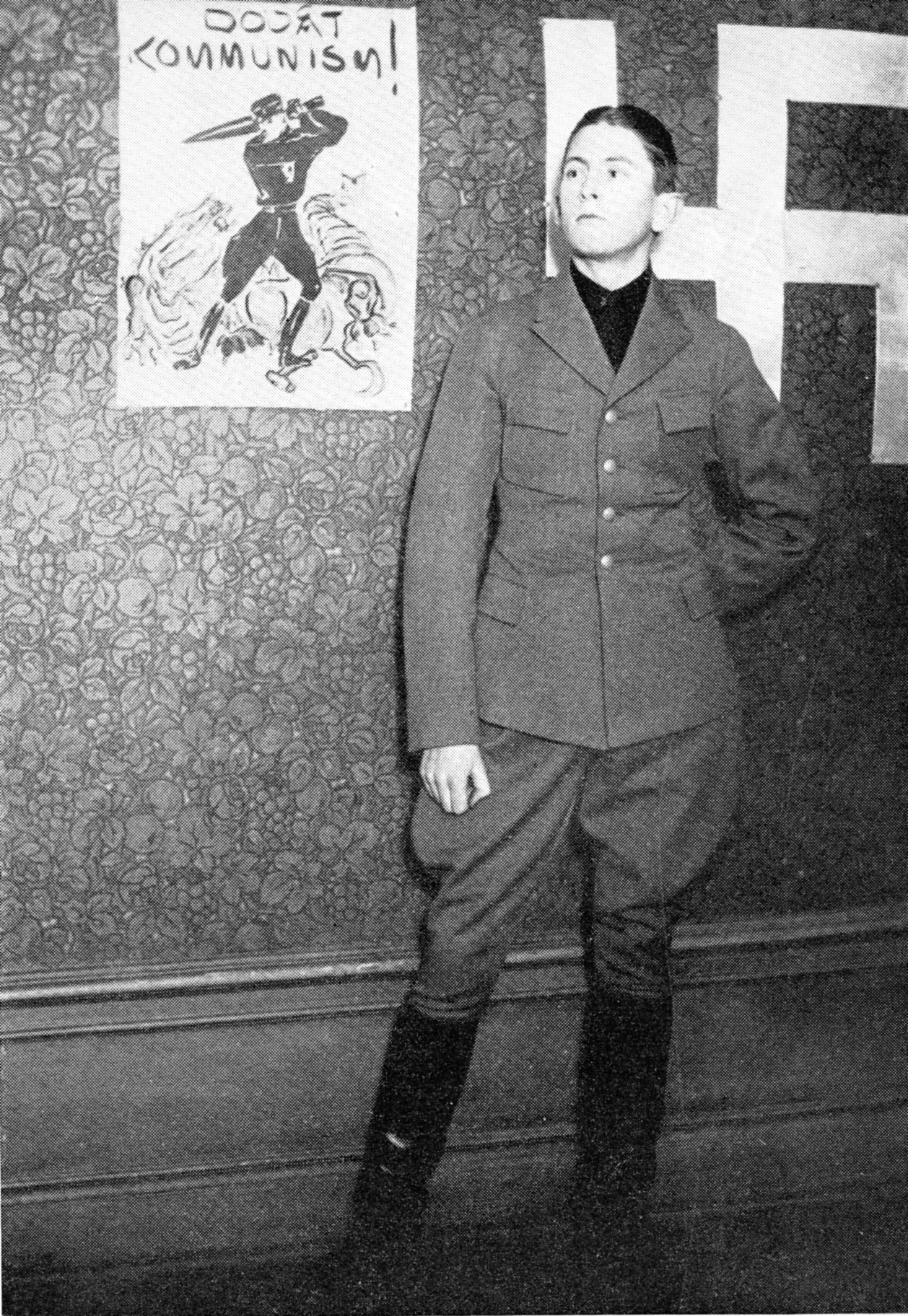
Konrad Hallgren tipsade polisen och media om införda vapnen och kopplingen till Munckska kåren.

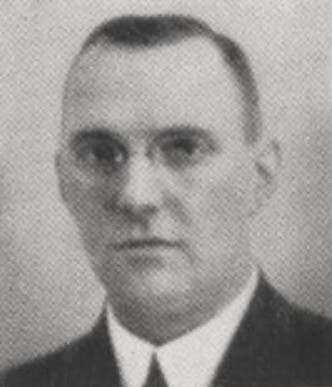
Bankir Arvid Högman

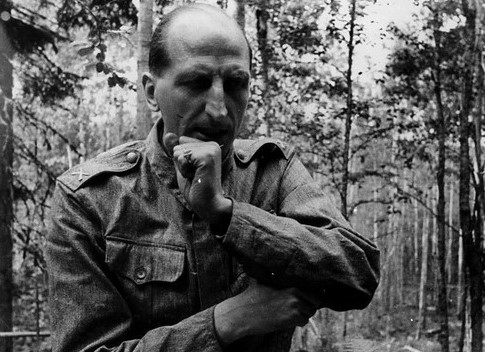
Sven Hedengren

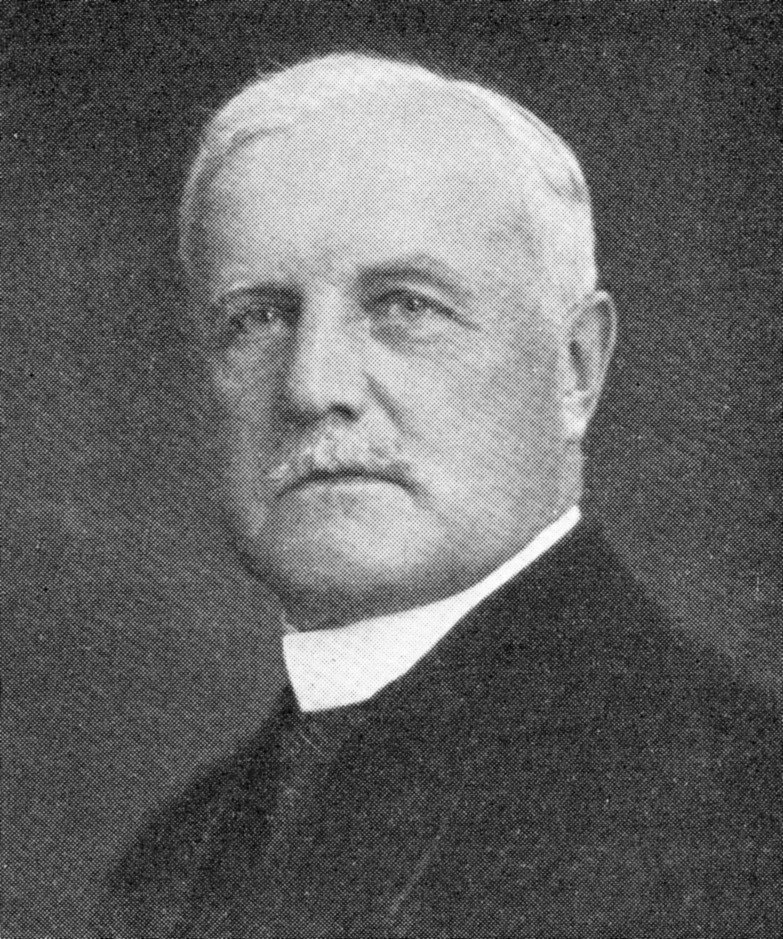
Gustaf Hårleman, polismästare i Stockholm

År 1927 skapade en krets så kallade försvarsvänner runt Bror Munck frikåren Stockholms luftförsvars frivilliga beredskapsförening. Bland grundarna och medlemmarna fanns personer som tidigare anslutit sig till olika rörelser på yttersta högerkanten, bland annat Sveriges Fascistiska Kamporganisation under Konrad Hallgren. Dessa hade försökt ansluta sig till Frivilliga Landstormskåren som dock avvisade allt samarbete med fascisterna. De mer försvarsvänliga personerna bland såväl fascisterna som landstormarna bildade istället en egen frikår. Den tog sitt namn efter ledaren Bror Munck. Enligt Munck skedde bildandet i samförstånd med dåvarande polismästaren i Stockholm, Gustaf Hårleman. Kåren skulle inte bedriva någon verksamhet som inte godkänts av myndigheterna och dess tjänster skulle heller inte tas i bruk förrän polisen så anmodade, i form av en frivillig reserv. Hårleman godkände även föreningens förslag att dess medlemmar skulle beväpnas. Under de kommande fyra åren levde föreningen en tillbakadragen tillvaro, men dess existens var sannolikt känd i vida kretsar.

## Kåren beväpnas
Polismästare Hårleman hade beviljat kåren beväpning och man vidtog nu förberedelser för inköp av vapen och ammunition. Parallellt med detta hade Sveriges Fascistiska Kamporganisation av bankir Arvid Högman (som senare skulle bli medlem i Riksföreningen Sverige-Tyskland) samlat in medel till beväpning av sina medlemmar. På hösten 1926 kontaktade fascisterna den i Sverige bosatte tyske kaptenen Horst von Pflugk-Harttung, och frågade om denne kunde förmedla kontakter med leverantörer i Tyskland. Så skedde och man köpte vapen och ammunition för 15 000 kr (motsvarande cirka 430 000 kr i 2019 års penningvärde). Vapnen fördes till Sverige som kurirgods med kaptenen i Fälttelegrafkåren, Verner Gyllencreutz. För pengarna fick man 40 kulsprutepistoler, 300 pistoler och 10 000 patroner. Vapnen gömdes på olika platser i Stockholmsområdet, och hamnade till slut under år 1930 hos bankir Högman. Delar av vapenarsenalen hade också delats ut bland medlemmarna i Munckska kåren.

## Kåren uppmärksammas
I juni 1931 fick polisen i Stockholm ett brev från Konrad Hallgren vari denne redogjorde för historien med de införda vapnen och kopplingen till Munckska kåren. Hallgren påstod i brevet att vapnen hamnat hos personer som skulle kunna utgöra ett hot mot samhället. Bakgrunden till Hallgrens brev var oenighet inom dennes organisation där han blivit osams med en annan viktig funktionär inom organisationen, löjtnant Sven Hedengren. Enligt Hallgren var det Hedengren som kontaktat Pflugk-Harttung och ombesörjt vapenaffären. Under hösten 1931 fick media kunskap om vapenaffären och Munckska kåren, detta genom tips från Hallgren. Historien slogs upp stort och föranledde Bror Munck att skicka ut ett pressmeddelande 24 oktober 1931:
| ” | Jag vill härmed bringa följande till allmänhetens kännedom. Under 1927 sammanslöto sig en del medborgare i Stockholm, till största delen civila, till en förening med huvuduppgift att vid anfordran ställa sig till myndigheternas förfogande såsom ett yttersta hjälpmedel att hävda samhällets nödvärnsrätt. Efter anmodan blev jag denna förenings ledare. Föreningen bildades sedan dåvarande polismästarens i Stockholms gillande inhämtats. Föreningens grundande var föranlett av att visshet vunnits om förberedelser från kommunistisk sida, avseende den lagliga samhällsordningens omstörtande, sammanställt med kännedom om den ordinarie ordningsmaktens otillräcklighet för att undertrycka allvarligare oroligheter. Enligt föreningens program får någon verksamhet på sidan om myndigheterna icke bedrivas. Den av mig ledda sammanslutningen har icke samarbetat med någon enskild organisation eller förening. Att dessa förhållanden icke förut bringats till allmänhetens kännedom har haft sin grund i önskemålet att icke onödigtvis röja sammanslutningens tillvaro och styrka för de element eller organisationer, vilka arbeta på samhällets omstörtande. Föreningens vapenanskaffning har mig veterligen skett på fullt lagligt sätt. Vapnen äro under deponering hos polisen. De allvarliga skälen för föreningens existens bestå emellertid orubbade till dess statsmakterna satt polismyndigheterna i stånd att stävja oroligheter av svårartad karaktär. | „ |

I de polisförhör som skedde under hösten 1931 berättade Munck att medlemmarna i kåren hade utrustats med pistol och ett mindre antal patroner. Vapenlicenserna hade beviljats av Gustaf Hårleman, men man hade aldrig genomfört några övningar eller samlat uppträdande. Förhållandena bekräftades av Hårleman i ett brev till sin efterträdare Eric Hallgren.

## Kåren blir politik
Munckska kårens existens, som var godkänd av myndigheterna, och vapenaffären ledde till oro i den sittande regeringen Ekman. Socialminister Sam Larsson kontaktade polisen och bad att få mer information om ärendet. Enligt media skulle Larsson även ha kallat till sig Hårleman i samma syfte. Till slut gick statsminister Carl Gustaf Ekman ut med ett pressmeddelande där han förnekade all kännedom om kårens existens. 6 november 1931 publicerade Svenska Morgonbladet en intervju med den tidigare socialministern Jakob Pettersson, där denne hävdade att han i oktober 1927 anonymt skulle ha tipsats om frikårens existens. Pettersson skulle då ha kallat till sig Hårleman som bekräftat kårens existens. Hårleman skulle emellertid ha sagt att kåren inte var beväpnad. Pettersson skulle ha uttryckt sitt ogillande, och sade sig sedan ha förutsatt att kåren upplösts på Hårlemans order. 
Vid utredningen 1931 ansåg emellertid polismästare Hallgren att Petterssons påståenden omöjligt kunde äga sin riktighet. Detta eftersom man ansåg att Hårleman absolut skulle ha upplöst kåren, om Pettersson verkligen uttryckt sitt missnöje med dess existens. Detta bekräftades senare av Hårleman som i media bemötte Petterssons påstående. Hårleman menade å sin sida att Pettersson skulle ha uttalat vissa betänkligheter, om att kårens existens inte var förenlig med polislagen. Dock framfördes det ingen kritik från Pettersson, ej heller hade Hårleman fått order om att upplösa kåren. Pettersson publicerade dagen efter en promemoria som han skulle ha satt upp efter Hårlemans besök. I denna promemoria redogjorde han för sina protester mot kårens existens. Debatten fortsatte i media, och fler tycktes sätta större tilltro till Pettersson än Hårleman. Diskussionen ebbade så småningom ut, och Hårleman fick sista ordet, vari han vidhöll sina uppgifter. I samma debatt uttalade förre statsministern Arvid Lindman sitt fulla stöd för frikåren. Han erkände att regeringen Lindman II haft full kännedom om kårens existens, och sanktionerat verksamheten.

## Vapeninsamlingen

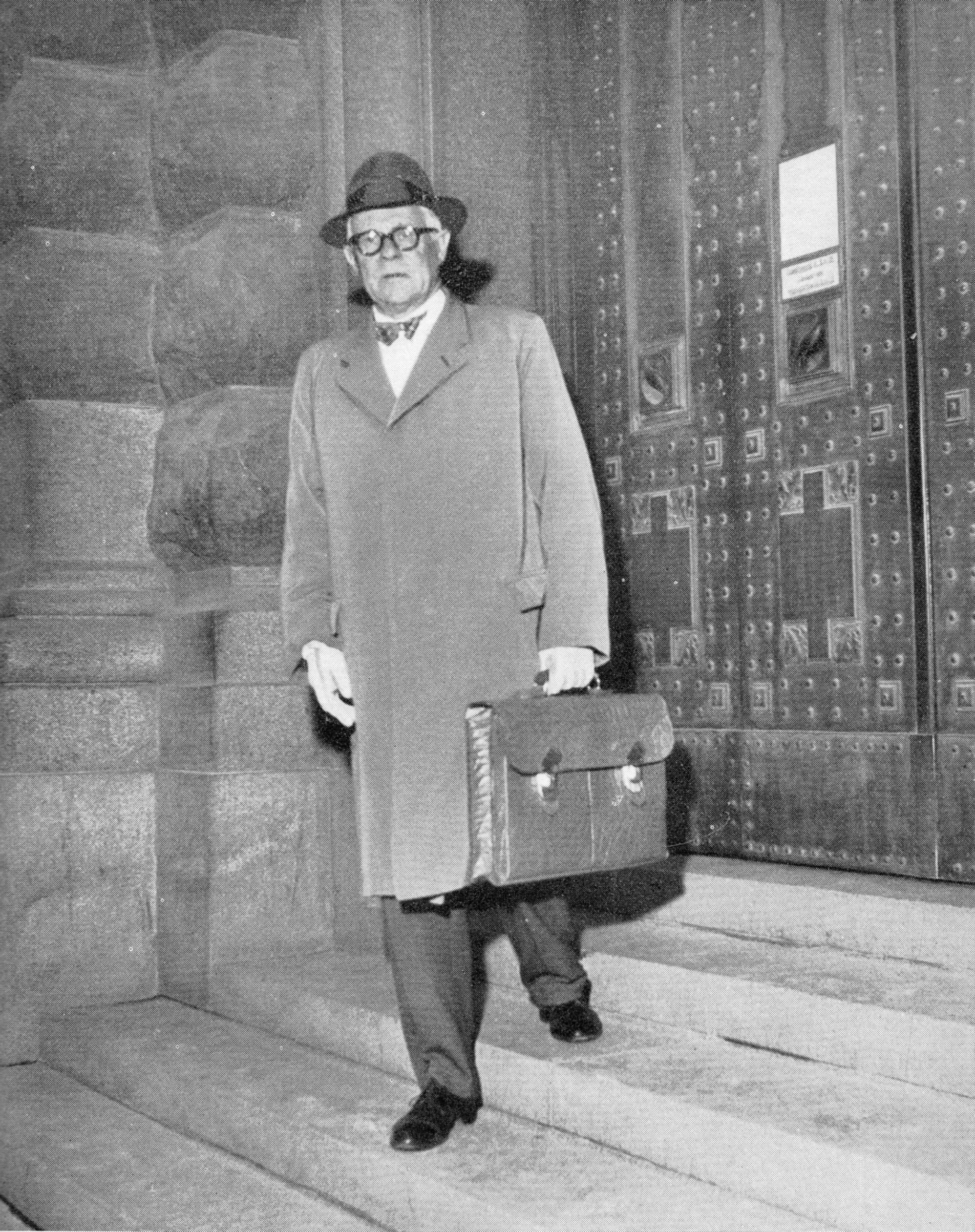
Alvar Zetterquist 1945

Parallellt med detta beordrade polisen genom kriminalpolisens chef Alvar Zetterquist general Munck att omedelbart samla in alla vapen och lämna över dessa till polisen. Det hela gick emellertid mycket trögt och det stod snart klart för polisen att ordern ignorerades och/eller saboterades. Detta stod helt klart då Munck skrev till polismästare Hallgren och överståthållare Henning Elmquist och hemställde om att kåren åtminstone skulle få behålla de vapen som Hårleman beviljat licens för. Kåren fick dock inte gehör för sina önskemål och till slut, i mars 1932, hade alla vapen, ca 1500 st, och ammunition samlats in och lagts i förvar hos polisen. Kåren var därmed avväpnad.

## Kåren försöker reorganisera sig
Samtidigt med att man kunde avsluta vapeninsamlingen konstaterade emellertid polisen att antalet licensansökningar för huvudsakligen 9-mm-pistoler hade ökat markant. Man befarade att det i tysthet höll på att byggas upp en ny organisation med beväpning bakom ryggen på polisen. För detta fanns endast indicier, men man beslutade att alla ansökningar skulle gå till kriminalavdelningen för ytterligare utredning innan de eventuellt beviljades. Fler indicier framkom; bland annat likartade formuleringar på ansökningarna med samma handstil samt en koncentration av bostadsadresser till två områden i Stockholm. Genom förfrågningar bland personer som lämnat in ansökningar framkom att man från frikårens sida ville att varje medlem själv skulle söka licens och betala vapnet; på detta sätt skulle inte polisen kunna ta vapnen i beslag såsom tillhöriga en organisation. Polisen fortsatte granska inkomna ansökningar och stoppade därmed verksamheten. Det räckte dock inte helt eftersom de ledande inom kåren vägrade ge med sig utan försökte reorganisera kåren, försök som dock kom att upphöra.

## Rättsligt efterspel
Till följd av händelserna kring kårens existens åtalades och dömdes så småningom de inblandade. Munck dömdes till 500 kr i böter för att inte ha deklarerat kårens vapeninnehav. Hedengren och Gyllencreutz samt Konrad Hallgren bötfälldes också för sin inblandning i händelserna. 18 december 1931 hade regeringen beslutat att låta utvisa Pflugk-Harttung. Justitiekanslern åtalade Hårleman för tjänstefel, men åtalet ogillades. Polismästare Hallgren anmäldes till justitieombudsmannen men anmälan ledde inte till någon åtgärd.

## Kåren tynar bort
Kåren hade klart deklarerat att den skulle fortsätta sin verksamhet, något som polisen inte kunde göra något åt eftersom organisationsfriheten skyddades i grundlagen. Kåren tog därvid avstånd från polisen, vilket var något egendomligt eftersom det var polisen kåren var tänkt att bistå om sådant behov skulle uppstå. Så småningom tynade kåren bort av sig själv. Till detta bidrog sannolikt det hårdnande politiska klimatet i Europa. Hitlers maktövertagande och den svenska nazismens framväxt bidrog förmodligen också till att frikåren blev obsolet, detta eftersom man i frågan om bekämpandet av kommunismens utbredning tjänade samma politiska syfte. Bror Munck var visserligen kårens grundare och ledare, men hans roll är ändå oklar. Det är ett oomtvistat historiskt faktum att Munck var starkt lojal mot kungamakten och fosterlandet. Hans eftermäle ger bilden av en man som inte kunde acceptera att samhällsomstörtande krafter skulle tillåtas att verka i Sverige. Detta måste ses mot bakgrunden av hans högadliga tillhörighet, hans storsvenska patriotism samt hans upplevelser av den omfattande politiska oron i Europa. Till dessa bevekelsegrunder kan även läggas händelserna i Ryssland i och med den ryska revolutionen 1917. Kent Zetterberg skrev (1985–1987) om Munck som "en mot kungamakten och fosterlandet starkt lojal officer, som med sin aristokratiska bakgrund hade svårt att acceptera att kommunistpartiet fritt fick verka i 1920-talets Sverige."